# Stainless Games
Stainless Games est un développeur de jeux vidéo britannique indépendant basé à Newport, sur l'île de Wight, qui est surtout connu pour la création de la franchise Carmageddon.

## Histoire
Initialement nommée Stainless Software, la société a été fondée en août 1994 par le programmeur principal Patrick Buckland et le directeur de la conception Neil Barnden, à l'origine située dans "The Cottage" sur l'île de Wight.
Buckland était le programmeur principal de Carmageddon et Carmageddon II: Carpocalypse Now et Barnden était l'artiste principal des deux. Avant Stainless Games, Buckland était programmeur indépendant et Barnden était designer senior chez Conran et The Body Shop.
Commençant par des travaux de moteur 3D sous-traités pour Argonaut Games et développant des titres multimédias médicaux pour Times-Mirror Company, la société a ensuite développé le jeu Carmageddon pour SCi. En 1997, malgré de nombreuses controverses pour son contenu violent, il a reçu de très bonnes notes grâce à son gameplay et à de nombreuses fonctionnalités révolutionnaires (y compris un moteur physique complet, une première mondiale pour les jeux vidéo). Stainless a sorti une suite, Carmageddon II en 1998. Les versions ultérieures de la franchise (Carmageddon TDR 2000) ont été sous-traitées par SCi à d'autres développeurs et Stainless Games n'a eu aucune implication.
En 2006, Stainless a été sous-traité par Blitz Games pour développer l'un de leurs trois jeux Burger King, PocketBike Racer. La société s'est ensuite développée dans le domaine du téléchargement de consoles, avec onze titres sorti sur XBLA et deux titres sur PSN (PS3). Ceux-ci incluent une gamme de jeux classiques Atari qui ont à la fois la version originale fonctionnant sous un émulateur et une version évoluée entièrement réécrite. Ceux-ci ont également été publiés sur PSP en tant que produit à l'unité en décembre 2007. Electronic Arts a sorti le titre Scrabble développé par Stainless pour PSP et DS au début de 2009. Pour des raisons de licence, cela n'était disponible que pour le marché nord-américain.
La société a publié Magic: The Gathering - Duels of the Planeswalkers en juin 2009 sur XBLA. Développé pendant près de deux ans en collaboration avec Wizards of the Coast, le titre a battu des records de ventes sur Xbox Live Arcade (171 000 le premier mois) et a été bien accueilli tant par la critique que par les joueurs. En avril 2011, Wizards of the Coast a annoncé que Stainless Games travaillait sur la nouvelle version client mise à jour de Magic: The Gathering Online (communément appelée MTGO ou MODO).
Stainless a également obtenu une licence pour Crystal Quest de Buckland des années 1980, et a produit des versions pour XBLA et Windows Vista.
Le 1er juin 2011, Stainless a annoncé qu'il avait récupéré les droits de la marque Carmageddon et qu'un nouveau jeu indépendant était en développement, nommé Carmageddon : Reincarnation. Le 8 mai 2012, Stainless a annoncé un financement Kickstarter pour Carmageddon: Reincarnation, avec une exigence initiale de 400 000 $ qui a été achevée avec succès le 7 juin 2012 avec 625 143 $. Toujours entre 2011 et 2012, les ports du premier jeu de la franchise ont été publiés pour les plates-formes iOS et Android. Il s'intitulait Carmageddon: Funsize et avait initialement un accueil positif.
Après avoir publié une version mise à jour de Reincarnation intitulée Carmageddon: Max Damage et le plus petit jeu mobile Carmageddon: Crashers, Stainless vendrait la franchise IP à THQ Nordic . La société commencerait alors à se concentrer sur sa nouvelle entreprise intitulée ShockRods, un jeu de combat motorisé.

## Jeux
- Carmageddon (1997)
- Carmageddon II: Carpocalypse Now (1998)
- Crystal Quest (2006)
- Novadrome (2006)
- Atari Classics Evolved (2007)
- Tempest (2007)
- Asteroids / Asteroids Deluxe (2007)
- Missile Command (2007)
- Centipede/Millipede (2007)
- Happy Tree Friends: False Alarm (2008)
- Red Baron (2008)
- Warlords (2008)
- Battlezone (2008)
- Magic: The Gathering – Duels of the Planeswalkers (2009)
- Scrabble (2009)
- Risk: Factions (2010)
- Carmageddon: Funsize (2011)
- Magic: The Gathering - Duels of the Planeswalkers 2012 (2011)
- Magic: The Gathering - Duels of the Planeswalkers 2013 (2012)
- Magic: The Gathering - Duels of the Planeswalkers 2014 (2013)
- Magic: The Gathering - Duels of the Planeswalkers 2015 (2014)
- Carmageddon: Reincarnation (2015)
- Magic Duels: Origins (2015)
- Carmageddon: Max Damage (2016)
- Carmageddon: Crashers (2017)
- ShockRods (2019)